# キリル・ペトコフ
キリル・ペトコフ・ペトコフ（Kiril Petkov、ブルガリア語: Кирил Петков Петков; 1980年4月17日-）は、ブルガリアの起業家、政治家。2021年12月より2022年8月までブルガリアの首相を務めた。同年9月に設立された政党連合「プロダルジャヴァメ・プロミャナタ」（変革を継続する）の共同党首をアセン・ヴァシレフと務める。

## 経歴
プロヴディフ出身。カナダのブリティッシュコロンビア大学で金融を専攻し、米国ハーバード・ビジネス・スクールでMBAを取得した
。その後、カナダの食料品大手マッケイン・フーズにて経営に携わる。2021年5月から9月まで、ステファン・ヤネフ首相による暫定内閣において経済大臣を務めた。
2021年11月14日の総選挙の結果、プロダルジャヴァメ・プロミャナタは国民議会第1党となり、12月13日にペトコフは首相に選出され、ペトコフ内閣が発足した。
2022年ロシアのウクライナ侵攻の際、ウクライナ難民について「これらの人々は、私たちが見てきた難民とは違います。彼らはヨーロッパ人なのです。知的で教養のある人々です。これは私たちが直面してきた難民の波とは違う。素性も過去もわからない、テロリストかもしれない人たちとは違うのです」と述べ、非難を浴びた。またウクライナに対する武器供与をめぐって連立政権内は対立を深め、ペトコフ自身は供与に賛成の立場を取るとしたもののブルガリア社会党が反対したため政権は身動きが取れなくなり、同じく連立政権に参加する武器供与賛成派のこんな人々がいる(ITN)のスラヴィ・トリフォノフ党首が6月8日に政権離脱を表明し閣僚を引き上げ、ペトコフ内閣は少数与党に転落した。6月22日、ペトコフ内閣不信任決議が賛成123、反対116票で可決され、6月27日にペトコフは首相を辞任。ルメン・ラデフ大統領より再組閣を要請されたが最終的には組閣を断念した。8月1日に選挙管理内閣の首班にガラブ・ドネフ元労働大臣が指名され2日に就任したことに伴い、首相を退任した。

## 家族
妻のリンダ・マッケンジー(Linda Mackenzie Petkova)とはカナダのバンクーバーで出会い、その後二人でソフィアに移住した。夫妻には3人の子どもがいる。
- ウクライナのキエフを訪問（2022年4月28日）
- キエフでウォロディミル・ゼレンスキー大統領と会談（2022年4月28日）[15]
- 米国のカマラ・ハリス副大統領と（2022年5月10日）